# St. Marys, Ohio
St. Marys là một thành phố thuộc quận Auglaize, tiểu bang Ohio, Hoa Kỳ. Năm 2010, dân số của thành phố này là 8332 người.

## Dân số
- Dân số năm 2000: 8342 người.
- Dân số năm 2010: 8332 người.